# エピポーラ幾何

エピポーラ幾何の典型例
2台のカメラが同じシーンを異なる視点から撮影する。次に、エピポーラ幾何は、結果として得られる2つのビュー間の関係を記述する。

エピポーラ幾何（エピポーラきか、英: epipolar geometry）は、ステレオビジョンを扱う幾何学である。2台のカメラが異なる位置から3次元世界を映すとき、3次元空間上の点とそれらの2次元画像への投影の間には、画像点間の制約に関する多くの幾何学的関係がある。これらの関係は、カメラがピンホールカメラモデルで近似できるという仮定に基づいて導き出される。

## 定義
次の図は、点Xを見ている2つのピンホールカメラを示している。実際のカメラでは、画像平面は本来は焦点の中心の後ろにあり、レンズの焦点中心（英: focal center）に対して対称な像を生成する。しかしここでは問題を単純化し、各カメラレンズの焦点中心、つまり光学中心（英: optical center）の前に虚像面を配置することで、対称変換が行われない像を生成する。OLとORは、2つのカメラレンズの対称中心を表す。Xは、両方のカメラの注視点を表す。点xLおよび点x Rは、ポイントXの画像平面への投影である。

エピポーラ幾何

各カメラは、3次元世界を2次元画像に取り込む。この3次元から2次元への変換は透視投影と呼ばれ、ピンホールカメラモデルによって記述される。この射影操作は、カメラから発せられ、焦点中心を通過する光線によってモデル化するのが一般的である。放射する各光線は、画像内の1点に対応する。

### エピポールまたはエピポーラ点
カメラのレンズの光学中心は異なるため、各中心は、他のカメラの画像平面内の異なる点に投影される。eLおよびeRで表されるこれらの2 点は、エピポールまたはエピポーラ点と呼ばれる。それぞれの像平面におけるエピポールeL, eRと、光学中心OL, ORは全て、3次元空間内の同一直線上にある。

### エピポーラ線
線OL–Xは、カメラのレンズの光学中心を通る直線であるため、左のカメラからは点として認識される。一方、右のカメラからは、この線は画像平面上の線として認識される。右カメラにおける線eR–xRはエピポーラ線と呼ばれる。対称的に、線OR–Xは、右のカメラでは点として認識され、左のカメラではエピポーラ線eL–xLとして認識される。
エピポーラ線は、3次元空間内の点Xの位置の関数である。つまり、Xが変化すると、エピポーラ線が両方の画像で生成される。 3次元空間上の線OL–XはレンズOLの光学中心を通過するため、右のカメラ画像の対応するエピポーラ線はエピポールeRを通過する必要がある （左のカメラ画像のエピポーラ線も同様）。画像内のすべてのエピポーラ線は、その画像のエピポーラ点を含む。実際、エピポーラ点を含むすべての線はエピポーラ線である。これは3次元空間上の点Xから導出できることからわかる。

### エピポーラ面
別の視覚化として、エピポーラ面と呼ばれる平面を形成する点X, OL, ORを考える。エピポーラ面は各カメラの画像平面と交差し、線（エピポーラ線）を形成する。すべてのエピポーラ面とエピポーラ線は、 Xの位置によらず、エピポールを通る。

## エピポーラ制約と三角形分割
2台のカメラの相対位置がわかっている場合、これは2つの重要な測定に繋がる。
- 投影点xLが既知であり、エピポーラ線eR–xRが既知であり、点Xが右のカメラ画像上で（エピポーラ線eR–xR上になければならない）未知の点xRに投影されると仮定する。これは、一方の画像で観察された各点について、他方の画像で既知のエピポーラ線上に同じ点が観察されなければならないことを意味する。これにより、「右のカメラ画像平面へのXの投影点xRは、エピポーラ線eR–xRに含まれる必要がある」というエピポーラ制約が与えられる。例えば X1, X2, X3 などの全ての線OL–XL上にある点はその制約を満すことが確認できるといえる。これは、2つのカメラそれぞれ映る2つの点が3次元空間上の同一の点に対応するかどうかを検証できることを意味する（対応問題）。エピポーラ制約は、2つのカメラ間の基礎行列または基本行列によっても記述できる。
- 点xLとxRが既知であり、それらの投影線も既知であるとする。もしこれらの2点が同じ3次元空間上Xに対応しているのであれば投影線はXで正確に交差する必要がある。これは、未知である点Xの位置が2つの画像上の点の座標から計算できることを意味する。これは、三角測量と呼ばれるプロセスである。

## 単純な場合
2つのカメラ画像平面が一致するとき、エピポーラ幾何は簡略化される。この場合、エピポーラ線も一致する（eL–XL = eR–XR）。さらに、エピポーラ線は投影中心間の線OL–ORに平行であり、実際には 2 つの画像の水平軸に合わせることができる。これは、一方の画像の各点について、もう一方の画像の対応する点を、水平線に沿って見るだけで見つけられることを意味する。カメラをこのように配置できない場合はカメラからの画像座標を変換して、共通の画像平面を持つようにエミュレートすることができる。このプロセスは、画像の平行化と呼ばれる。

## プッシュブルームセンサーのエピポーラ幾何
2次元CCDを使用する従来のフレームカメラとは対照的に、プッシュブルームカメラは、「イメージカーペット」と呼ばれる長い連続した画像ストリップを生成するために1次元CCDの配列を用いている。このセンサーのエピポーラ幾何は、ピンホールカメラモデルのエピポーラ幾何とはまったく異なる。まず、プッシュブルームセンサーのエピポーラ線は直線ではなく、双曲線のような曲線になる。そして、エピポーラ「曲線」ペアは存在しない。ただし、いくつかの特別な条件下では、衛星画像のエピポーラ幾何は線形モデルと見なすことができる。